# (20006) Albertus Magnus
(20006) Albertus Magnus ist ein Asteroid des Hauptgürtels, der am 11. April 1991 von dem deutschen Astronomen Freimut Börngen an der Thüringer Landessternwarte Tautenburg  in Thüringen (IAU-Code 033) entdeckt wurde.
Der Asteroid wurde am 9. Mai 2001 nach dem deutschen Gelehrten und Bischof Albertus Magnus (1200–1280) benannt, der wegbereitend für den christlichen Aristotelismus des hohen Mittelalters war.